# Out Stack
Out Stack u Oosta es una isla perteneciente al archipiélago de las Shetland, en Escocia. La isla constituye el punto más septentrional de las islas británicas y del Reino Unido. Está localizada justo al norte de Muckle Flugga y 3 km al norte de la isla de Unst. Un viajero no encontraría más masas de tierra entre Out Stack y el Polo Norte, si se dirigiese directamente hacia el norte. La isla está deshabitada.
Lady Jane Franklin, la mujer del fallecido explorador ártico John Franklin, viajó hasta Out Stack en los años 50, dado que era lo más cerca que podía estar de su marido desaparecido.
- Datos: Q1422297
- Multimedia: Out Stack / Q1422297